# Stryhns Gruppen
Stryhns Gruppen er en dansk fødevarekoncern, som producerer og markedsfører en række forskellige fødevarer under forskellige brands: Stryhn’s leverpostej, Graasten Salater, Langelænder pølser, K-Salat, Jensens Køkken saucer og Royal leverpostej. Siden 2008 er Stryhns ejet af norske Agra, som i forvejen ejede Graasten Salater fra 2003.
Selskabets fabrik i Himmelev ved Roskilde er verdens største postej-fabrik.

## Historie
Stryhns blev grundlagt af Henry Stryhn i 1941, da han startede som selvstændig efter han havde været chauffør i Kødbyen i København. Han begyndte at producere leverpostej.
I en årrække blev leverpostejen produceret på Københavns Leverpostejfabrik på Amager, som Henry Stryhn købte sammen med sin kompagnon Martin Wienberg Hansen.
Stryhns etablerede en fabrik i Himmelev nord for Roskilde i 1956. I 1960'erne steg væksten hastigt. I 1978 overtog Henry Stryhns datter, Elsebeth, ledelsen af virksomheden.
Langelænder pølser blev købt af Stryhns i 1995. Det er grundlagt i 1980.
I 2008 blev Stryhns A/S opkøbt af den norske fødevarekoncern Agra og fusionerede med Graasten Salater AS. Graasten Salater blev grundlagt i 1947 af Johannes Rasmussen.
I 2015 købte Stryhns Slagtermester Andersen og Royal Leverpostej.
I 2016 købte Stryhns Jensens Køkken, der producerer saucer og dressinger.
I 2017 opkøbte Stryhns K-Salat.

## Markedsandele
I 2019 viste en undersøgelse, at 55% af danskerne jævnlig køber Stryhn's leverpostej. Af de omkring 2,8 mio. leverpostejsmadder, der bliver smurt årligt, er de 1,5 mio. med Stryhns. Stryhns er blandt de fem bedst kendte madvarer i Danmark.